# Гута-Юстинівка
Гута-Юстинівка — село в Україні, у Пулинській селищній територіальній громаді Житомирського району Житомирської області. Чисельність населення становить 272 особи (2001).

## Історія
У 1906 році — село Пулинської волості Житомирського повіту Волинської губернії. Відстань від повітового міста 23 версти від волості 18. Дворів 67, мешканців 654.
У жовтні 1935 року із села Гута-Юстинівка до Харківської області, на основі компроментуючих матеріалів НКВС, ешелоном було виселено 8 польських родин (51 особа). Серед виселених 12 осіб чоловічої статі, 13 жіночої, 26 дітей. Натомість на місце вибулих радянською владою переселялися колгоспники-ударники з Київської і Чернігівської областей.
У 1923—54 роках — адміністративний центр Гуто-Юстинівської сільської ради
До 1 серпня 2017 року село входило до складу Новозаводської сільської ради Пулинського району Житомирської області.
12 червня 2020 року, відповідно до розпорядження Кабінету Міністрів України № 711-р від 12 червня 2020 року «Про визначення адміністративних центрів та затвердження територій територіальних громад Житомирської області», територію та населені пункти Мартинівської сільської територіальної громади включено до складу Пулинської селищної територіальної громади Житомирського району Житомирської області.

## Населення

### Мова
Розподіл населення за рідною мовою за даними перепису 2001 року:
| Мова       | Кількість | Відсоток |
| ---------- | --------- | -------- |
| українська | 268       | 98.53 %  |
| російська  | 3         | 1.10 %   |
| румунська  | 1         | 0.37 %   |
| Усього     | 272       | 100 %    |